# دامیریس دانتاس
دامیریس دانتاس (انگلیسی: Damiris Dantas؛ زادهٔ ۱۷ نوامبر ۱۹۹۲) بازیکن بسکتبال اهل برزیل است که در پُست فوروارد/سنتر بازی می‌کند. او در WNBA برای تیم‌هایی مانند مینه‌سوتا لینکس به میدان رفته و یکی از بازیکنان کلیدی تیم ملی بسکتبال زنان برزیل بوده است. دانتاس به دلیل مهارت در شوت‌زنی، بازی در پُست پایین و توانایی ریباند قوی شناخته می‌شود و در لیگ‌های حرفه‌ای برزیل و اروپا نیز سابقه بازی دارد.
وی در مسابقات کشوری و بین‌المللی در مجموع برندهٔ ۴ مدال طلا، ۴ مدال برنز شده است.